# Verwundetenabzeichen (Bulgarien)

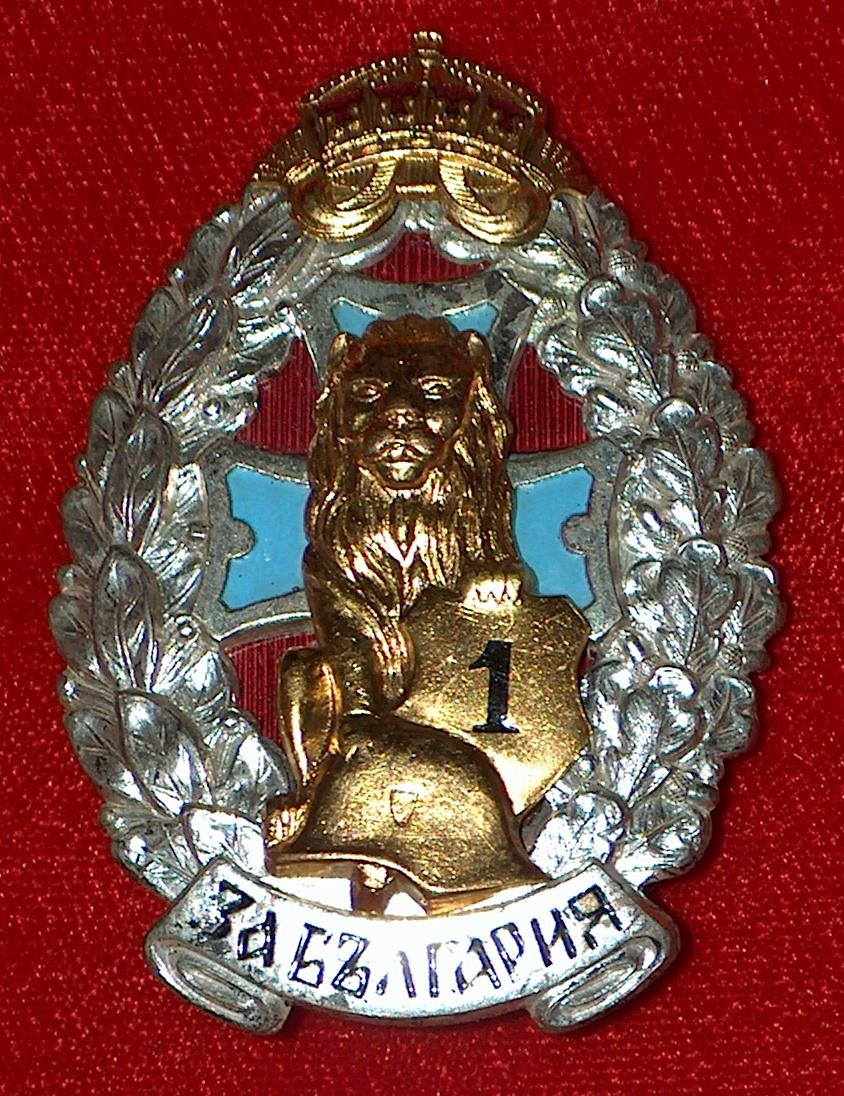
Das bulgarische Verwundetenabzeichen für einmalige Verwundung oder Beschädigung

Das Verwundetenabzeichen (bulgarisch Знак за раняване) war ein bulgarisches Ehrenzeichen, das 1941 von Zar Boris III. per Dekret als Verwundetenauszeichnung für die Angehörigen der bulgarischen Streitkräfte im Zuge des Zweiten Weltkriegs gestiftet wurde. Das Verwundetenabzeichen konnte ferner auch an die Hinterbliebenen in Sonderausführung verliehen werden.

## Aussehen und Trageweise
Das Verwundetenabzeichen besteht aus einem hochovalen geschlossenen durchbrochenen silbernen Kranz, dessen rechte Hälfte aus Eichenlaubblättern und dessen linke aus Lorbeerblättern besteht, die sich nach oben hin in der goldenen bulgarischen Regentenkrone vereinen. An seinem unteren Kreuzpunkt ist ein Spruchband aufgelegt, auf dem ЗА БЪЛГАРИЯ („FÜR BULGARIEN“) in schwarzen Großbuchstaben zu lesen ist. In der Mitte des Abzeichens thront der goldene bulgarische Löwe vor einem blauen Kreuz, dessen linke Pranke auf einem Schild ruht, der die Anzahl der Verwundungen zeigt. Unter diesem Schild ist ein Stahlhelm der bulgarischen Streitkräfte mit angedeuteten Seitenwappen zu sehen. 
Hinterbliebene, deren Sohn infolge einer Verwundung oder Beschädigung verstorben war, erhielten das gleiche Abzeichen, jedoch mit einem schwarz lackierten Kreuz auf roten Grund. Zudem zeigt der Schild ein schwarzes Grabkreuz zum Zeichen der Trauer. Getragen wurde das Abzeichen an der linken Brustseite des Beliehenen oder am Revers des Hinterbliebenen.